# Лесное (Одесская область)
Лесное (до 1945 г. — село Манзырь) (укр. Лісне) — крупное село, входит в Бородинскую поселковую общину Болградского района Одесской области.
Расположено в 139 км от районного центра и в 38 км от железнодорожной станции Березино. Находится на территории Украины. В селе — дворов — 561, жителей — 1500 человек.
Село Лесное основано в 1824 году. С 1847 года село переименовывалось в местечко Бендерского уезда Бессарабской области, а с 1873 года Бессарабской губернии. В 1918—1940 — в составе Королевства Румынии, как еврейская земледельческая колония, а с 1940 по 1941 и с 1944 по 1991 — в составе УССР.
Село Манзырь (Лесное) было основано переселенцами из центральных губерний России, в том числе и евреями. К 1897 году, из 1079 жителей местечка — 310 были евреями (28,7 %). В местечке были православная церковь, приходское училище, синагога, больница, базар, а единственная в Манзыре аптека принадлежала евреям.
Кроме этого, село Манзырь (Лесное) первоначально было имением, принадлежавшем старинному молдавско-румынскому боярскому роду Стурдза, в частности чиновнику Министерства иностранных дел Стурдза Александру Скарлатовичу и его сестре графине Роксандре Скарлатовне Эдлинг (по мужу) — фрейлине императрицы Елизаветы Алексеевны в Царском Селе и Петербурге. Именно графиня Эдлинг, в 1819—1820-х гг, получила в дар это имение от Александра I . Позже, примерно в 1848 году, имение перешло во владение князя Гагарина Евгения Григорьевича, который женился на дочери Стурдза Александра Скарлатовича — Марии Александровне. Примерно в том же году ему было разрешено учредить из имения Манзырь заповедное княжеское имение, с тем, чтобы оно перешло к старшему его внуку и чтобы последний именовался, с потомством, князем Гагариным-Стурдза. 13 июня 1854 года, в имение Манзырь, скончался князь Стурдза Александр Скарлатович.
В марте 1917 года местные крестьяне разгромили помещичье имение, арестовали урядника, стражника, священника, потребовали не взыскивать долгов.
С 27 марта 1918 года по 28 июня 1940 года, местечко Манзырь (рум. Manzîr) входило в состав оккупированных территорий Королевства Румынии как еврейская земледельческая колония при содействии ОРТ — Общества ремесленного и земледельческого труда среди евреев в России (Румынии). После оккупации местечка частями вермахта в августе 1941 года, оставшиеся в Лесном евреи были депортированы в Тарутино, а в октябре 1941 года — в Транснистрию.
В годы Второй мировой войны 210 жителей села сражались с врагом на фронтах, 94 из них удостоены правительственных наград, 81 человек погиб в борьбе с фашизмом. Житель села В. Г. Орлов укрывал в своем доме до прихода Красной Армии двух советских лётчиков, в марте 1944 года спустившихся на парашютах с подбитого самолёта.
20 августа 1944 года в воздушном бою возле села был подбит самолёт командира эскадрильи штурмовиков П. Н. Зубко. Лётчик направил горящую машину на вражескую батарею и ценой собственной жизни уничтожил её. За этот подвиг ему посмертно присвоено звание Героя Советского Союза. Красные следопыты разыскали однополчан и родственников П. Н. Зубко, пригласили их в Лесное. Во время встречи в 1976 году на могиле лётчика посажены берёзы, привезённые с Рязанщины — родины героя.

## История
В 1945 г. Указом Президиума ВС УССР село Манзырь переименовано в Лесное.
Недалеко от села Лесное находится центральная усадьба бывшего виноградарского совхоза «Правда», за которым было закреплено 1,9 тыс. га сельскохозяйственных угодий, в том числе 700 га пахотной земли; 600 га занимали сады и виноградники. Подсобные предприятия — маслобойня и мельница. Первые партийная и комсомольская организации созданы в 1948 году.
За трудовые успехи 25 человек удостоены правительственных наград. Орденами Ленина и Октябрьской Революции награждён механизатор Г. Д. Павленко, орденом Ленина — механизатор С. М. Емельянов.
В селе есть средняя школа, неработающий дом культуры с залом на 300 мест, две библиотеки с книжным фондом 13,5 тыс. экземпляров; фельдшерско-акушерский пункт, ясли-сад на 110 мест, шесть магазинов, бывшая кафе-столовая, бывшая швейная мастерская, почтовое отделение, сберегательная касса.
В Лесном установлен памятник Герою Советского Союза П. Н. Зубко и воинам, погибшим при освобождении села от фашистских захватчиков.
Вблизи села располагается Ботанический Староманзырский заказник.